# Roma quadrata

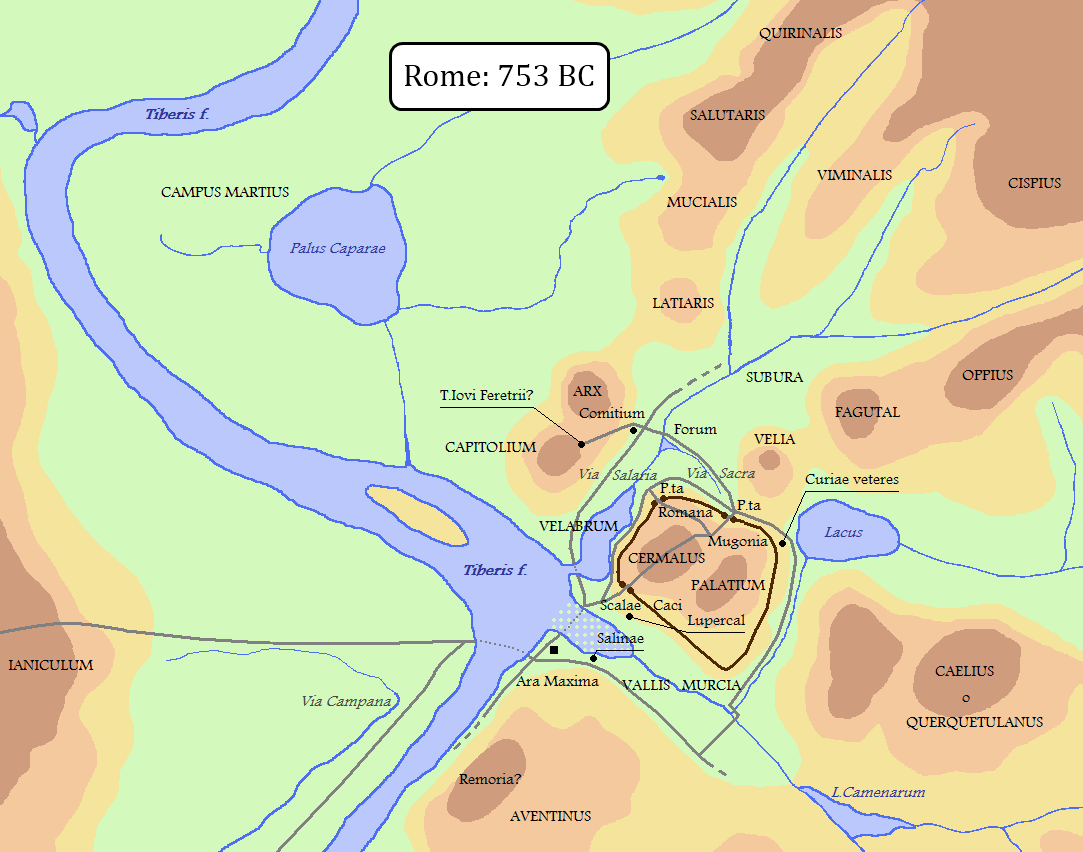
Imagen que demuestra la topografía de Roma Quadrata en 753 a. C.

Roma Quadrata (en español, 'Roma cuadrada'), fue el nombre que se le dio al conjunto de pueblos latinos, etruscos y sabinos que vivían a las orillas del río Tíber y que formaron lo que más tarde se llamaría Roma. 

## Historia
Esta ciudad se formó en el siglo VIII a. C. aunque la leyenda la sitúa el 21 de abril de 753 a. C., fecha que marcaba el año 1 del calendario romano. También cuenta la leyenda que la ciudad fue fundada por Rómulo y Remo, matando el primero al segundo, convirtiéndose así en el único soberano.
Sin embargo, otros autores, a medio camino entre la leyenda y la realidad histórica documentada arqueológicamente, dan a la Roma Quadrata otras tres definiciones diferentes: la primera se correspondería con toda la colina del Palatino, como refieren Plutarco, Dionisio de Halicarnaso y Apiano, la segunda, a una restringida zona monumental, limitada al área de Apollinis —zona del Templo de Apolo Palatino—, que ocupaba una pequeña parte del Palatino y una tercera, a una fosa, que probablemente no llegara a murus terreus, que rodeaba el Palatino.